# Messe-Schnellzug
Der Messe-Schnellzug, abgekürzt M, war eine zum Winterfahrplan 1975/1976 eingeführte und bis 1992 betriebene Zuggattung im Schienenpersonenfernverkehr der Deutschen Bundesbahn (DB). Sie bezeichnete umstiegsfreie Direktverbindungen zwischen zahlreichen Großstädten der damaligen Bundesrepublik Deutschland und Hannover Messebahnhof. Die Züge verkehrten nur saisonal zur Industrieausstellung Hannover-Messe und später auch zur 1986 eingeführten Computermesse Cebit. Sie entlasteten dabei auch die regulären, ganzjährig verkehrenden Züge und waren speziell für Geschäftsreisende konzipiert. Die Züge fuhren morgens Richtung Hannover und abends zurück. Sie führten, analog zum Trans-Europ-Express (TEE) und Intercity (IC), ausschließlich die erste Wagenklasse, teilweise ergänzt um einen Speisewagen. Der Messe-Schnellzug löste dabei den Messe-Intercity (Winterfahrplan 1971/1972 bis Sommerfahrplan 1975) ab, von dem er das Kürzel M übernahm. Von 1962 bis 1971 fuhren bereits Fernschnellzüge (F) direkt zur Hannover-Messe, allerdings ohne spezielle Zuggattung. 
Als Messe-Schnellzug zum Einsatz kamen meist ältere Abteilwagen der Gattung Am mit einer zulässigen Höchstgeschwindigkeit von 140 km/h, in der Regel gezogen von einer Elektrolokomotive der Baureihe 110. Die Zugpaare trugen, zusätzlich zur vierstelligen Zugnummer, individuelle Zugnamen wie Messe-Agent, Messe-Baron, Messe-Blitz, Messe-Bote, Messe-Express, Messe-Favorit, Messe-Hermes, Messe-Kapitän, Messe-Kurier, Messe-Pfeil, Messe-Rapid, Messe-Regent, Messe-Star oder Messe-Stern. Die Messezüge Richtung Westen und Nordwesten wurden dabei über die westliche Güterumgehungsbahn um Hannover Hbf herum direkt von und nach Hannover-Wülfel geführt, die Züge Richtung Berlin über die östliche Güterumgehungsbahn.
Analog zum Schnellzug, Schnellzug des Intercity-Ergänzungssystems, Fern-Express und Interregio musste auch beim Messe-Schnellzug zu Fahrkarten bis 50 Kilometern (Zonen 1–7) sowie zu Streckenzeitkarten der Schnellzug-Zuschlag entrichtet werden, sofern der jeweilige Zug im Kursbuch links neben den Fahrplanzeiten als zuschlagpflichtig gekennzeichnet war.
Nach Umstellung des Intercity auf ein Zwei-Klassen-System im Jahr 1979 sowie dem Ersatz des Trans-Europ-Express durch den Eurocity im Jahr 1987 war der Messe-Schnellzug die letzte deutsche Zuggattung, die ausschließlich die erste Wagenklasse anbot.